# أغريبينا الصغرى
اغريبين «الصغرى»(15 م - 59 م).
امبراطورة رومانية.

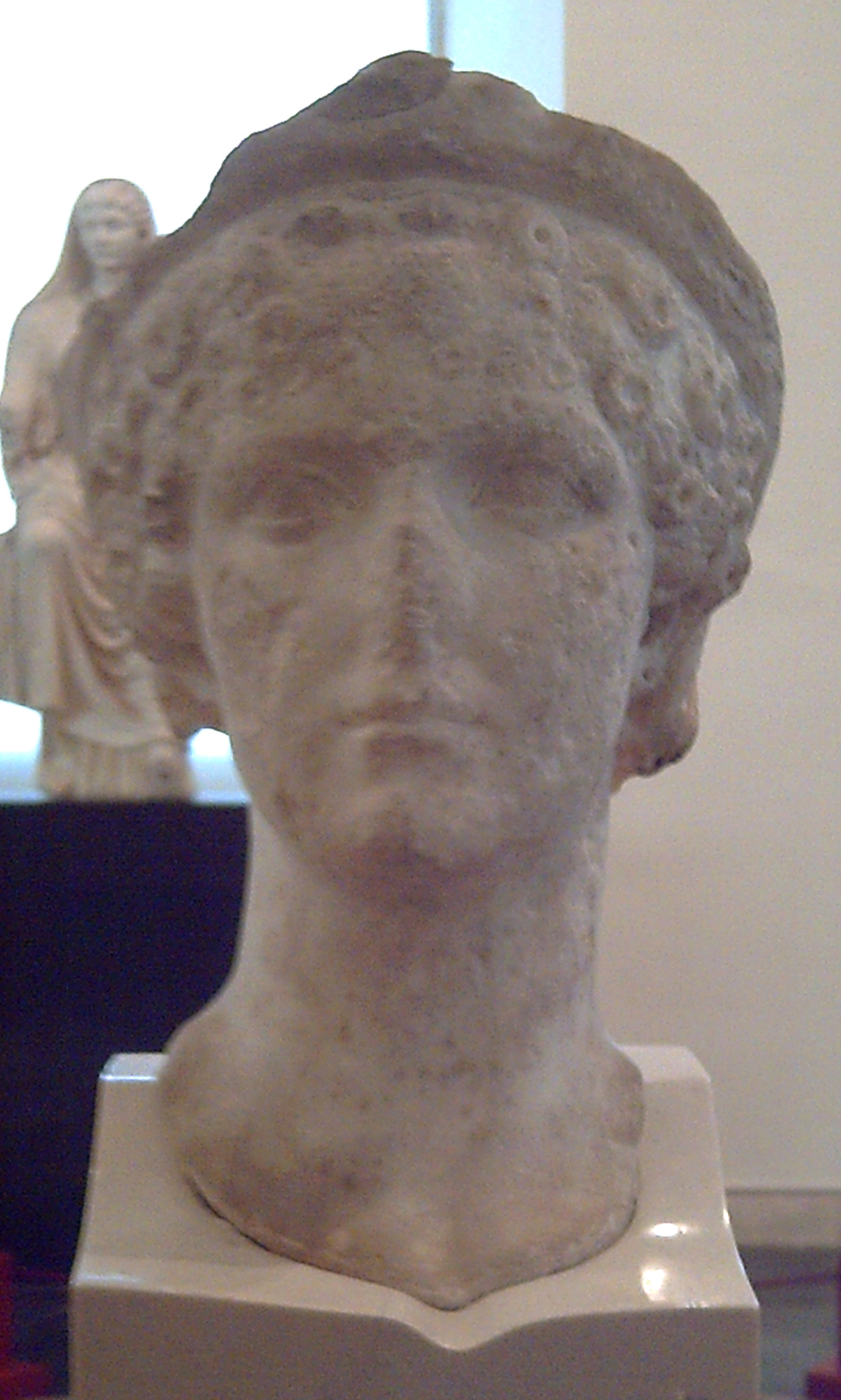
أغريبينا الصغرى

كانت أغريبينا الصغرى ابنة جرمانيكوس وزوجته الحسناء الفاضلة أغريبينا الكبرى، وكانت بدورها ابنة أغريبا وزوجته جوليا، أبنة أغسطس قيصر. وكانت أغريبينا الصغرى، شقيقة كاليغولا. وقد ظُنَّ أنها مثله في كثير من الأمور، وقاسية. ولاتدرك.
تزوجت أولاً ارستقراطياً رومانياً يدعى دوميسيوس آهينوبربوس، رُزقت منه ابناً أصبح فيما بعد نيرون الذي أحرق روما. وكان زوجها الثالث كلوديوس شقيق والدها جرمانيكوس الأصغر، الذي أصبح أمبراطوراً من سنة 41 م إلى 54 م. ومنذ البداية سعت وراء أذلال كلوديوس، وتقديم إدعاءات أبنها نيرون بوراثة العرش بدلاً من بريتانيكوس ابن كلوديوس. فلما توفي كلوديوس سنة 54 م، لم
يشكّ الكثيرون في أنها دسّت له السم.
وأصبح نيرون امبراطوراً، ولكنه مالبث أن أفهم امه أنه لن يسمح لها بأن تكون الآمرة الناهيه، كما تعودت، وقام بمحاولات عدة للتخلص منها نجحت احداها سنة 59 م.

## سيرتها
الإمبراطورة الرومانية أغريبينا الصغرى أو جوليا أغريبينا (15م - 59م) هي ابنة أغريبينا الكبرى وأخت الإمبراطور كاليغولا وجدّ أمها هو الإمبراطور أوغسطوس. كما أنها أم الإمبراطور الروماني نيرون.
عام 39م اتهمها أخوها كاليغولا بالمشاركة في مؤامرة فاشلة لقتله، وأمر بنفيها.
عام 40م توفي زوجها الأول دوميتيوس (والد نيرون). وعام 41 قُتل كاليغولا وزوجته وابنته، فخلفه على العرش الإمبراطور كلوديوس الذي أعاد أغريبينا الصغرى من المنفى، فتزوجت من رجل آخر، لكنه مات عام 47م وراجت شائعات أن أغريبينا قامت بتسميمه.
عام 49م تزوجت أغريبينا الصغرى من عمّها الإمبراطور كلوديوس (رغم اعتبار الرومان لذلك سفاحا ً)، وكانت هي رابع زوجاته. وقد اتهمها العديد من المؤرخين القدامى بعد ذلك بقتل كلوديوس أيضا ًعام 54م بأن دسّت السم له.
عُرفت أغريبينا الصغرى بقسوتها واستبدادها. وقد حاولت في حقبة تولي ابنها نيرون للعرش أن تحكم الإمبراطورية من خلال ابنها، إلاّ أن ابنها أمر بقتلها.

## نهايتها
بعد أن انصرف «نيرون» إلى ليالي المجون والعربدة، ازداد انحطاطا يوما بعد يوم، فاذا حل الليل عليه انغمس وسط العاهرات في حفلات ماجنه ثم تنكر في زي عبيد وينزل إلى الطرقات يسرق ويمارس أعمال قطع طرق. وفي أحد هذه الحفلات الماجنه حاول أحد أصدقاؤه ويدعى «باريس» أن يشي بأم نيرون. فأخبر «نيرون» ان أمه تجهز عملية انقلاب عليه وانها ستعين أحد أحفاد الإمبراطور «أغسطس قيصر» ويدعى «بلوتس», ان «بلوتس» وعدها بالزواج حال نجاح الانقلاب. عندما سمع «نيرون» هذه الوشاية استشاط غضبا وقرر إصدار أمر باعدام أمه، إلا أن «بوروس» حثه على عدم التسرع في هذا القرار وأن يعطي الفرصة التي يعطيها للمحكوم عليهم بالإعدام بالدفاع عن نفسهم حتى لا يثير ذلك العامة على «نيرون». وفي اليوم التالي ارسل «نيرون» كل من «بوروس» و«سينيك» إلى أمه لتوجيه إليها الاتهام. وفي هذه المقابلة صبت «أغربينيا» جام غضبها على نيرون ونعتته بأفظع الألفاظ ثم مالبثت أن هدأت وبدأت ترد على الاتهامات، وعاد الرسل مره أخرى إلى «نيرون» الذي اقتنع بالردود ثم ما لبث أن عاد الوئام الحذر بين الأبن وأمه لفترة قصيره.
انتهت هذه الفترة عندما تعرف «نيرون» على إحدى العاهرات وتدعى «بوبيه» وقرر «نيرون» الانصياع لاوامر «بوبيه» بأن يطلق زوجته «أوكتافيا» وان يتزوجها. ولما علمت «أغربينيا» بذلك قررت منع ابنها من تلك الخطوة بكل الطرق مما دفع «بوبيه» بشحن «نيرون» ضد أمه وكيف أنه امبراطور ينصاع لأوامر أمه وهددته بأنها ستتختفي من حياته، فقرر «نيرون» التخلص من أمه. فدبر لأمه عمليه اغتيال وهي الغرق بحرا في أحد الرحلات، إلا أن «أغربينيا» نجت من القارب الغارق بأعجوبه. وبعد نجاة أمه قرر «نيرون» التخلص منها بارسال جنود إلى قصرها ليقتلوها. فأرسل إليها جنوده بقيادة صديق عمره «انيكيتوس» الذي كان يتمنى هذه الفرصة منذ زمن بعيد. وبالفعل قتلها الجنود بالسيوف ثم أحرقوا بقايا جثتها، ماتت «أغربينيا» وهي تلعن ابنها الذي ألقت به نقمه على الشعب وعلى روما. وبموتها ماتت أي معلم للبنوه والرحمة في قلب «نيرون»

## مقالات ذات صلة
نساء الحضارة الرومية